# Game Dev Tycoon
Game Dev Tycoon es un videojuego de simulación económica publicado el 10 de diciembre de 2012. En el juego, el jugador crea y publica videojuegos. Game Dev Tycoon se inspiró en Game Dev Story (de Kairosoft), y muchos críticos encontraron similitudes sustanciales entre ambos juegos. Game Dev Tycoon es el primer videojuego creado por Greenheart Games, una empresa fundada en julio de 2012 por los hermanos Patrick y Daniel Klug.

## Contexto del juego
El juego gira en torno a un aspirante a desarrollador de videojuegos independiente cuyos inicios se dan en mediados de la década de 1980. A medida que el tiempo pasa y el jugador intenta hacerse un lugar en la creciente industria de los juegos de consola, distintos sucesos, inspirados en los que han ocurrido en la vida real, transcurren y debe actuar de diversos modos dependiendo de ellos, entre los que se hallan el lanzamiento de diversas plataformas, el comportamiento de distintas empresas de tecnología como Sony o Microsoft respecto al mercado del entretenimiento, y los diversos efectos en la economía que estas tienen. Con el paso de una década, el jugador debe tomar la decisión de ampliar sus planes y gestionar un personal asignado para las tareas de desarrollo e investigación en la industria, pudiendo invertir en el hacer de videojuegos con más presupuesto y, por consiguiente, que genere más ingresos para la empresa.